# Říčky v Orlických horách
Říčky v Orlických horách – gmina w Czechach, w powiecie Rychnov nad Kněžnou, w kraju hradeckim. Według danych z dnia 1 stycznia 2013 liczyła 95 mieszkańców.